# Ratusz w Sarajewie
Ratusz w Sarajewie (bośn. Vijećnica) – zabytkowa siedziba władz miejskich Sarajewa, zlokalizowana na skraju Baščaršiji, czyli zabytkowej starówki.

## Historia

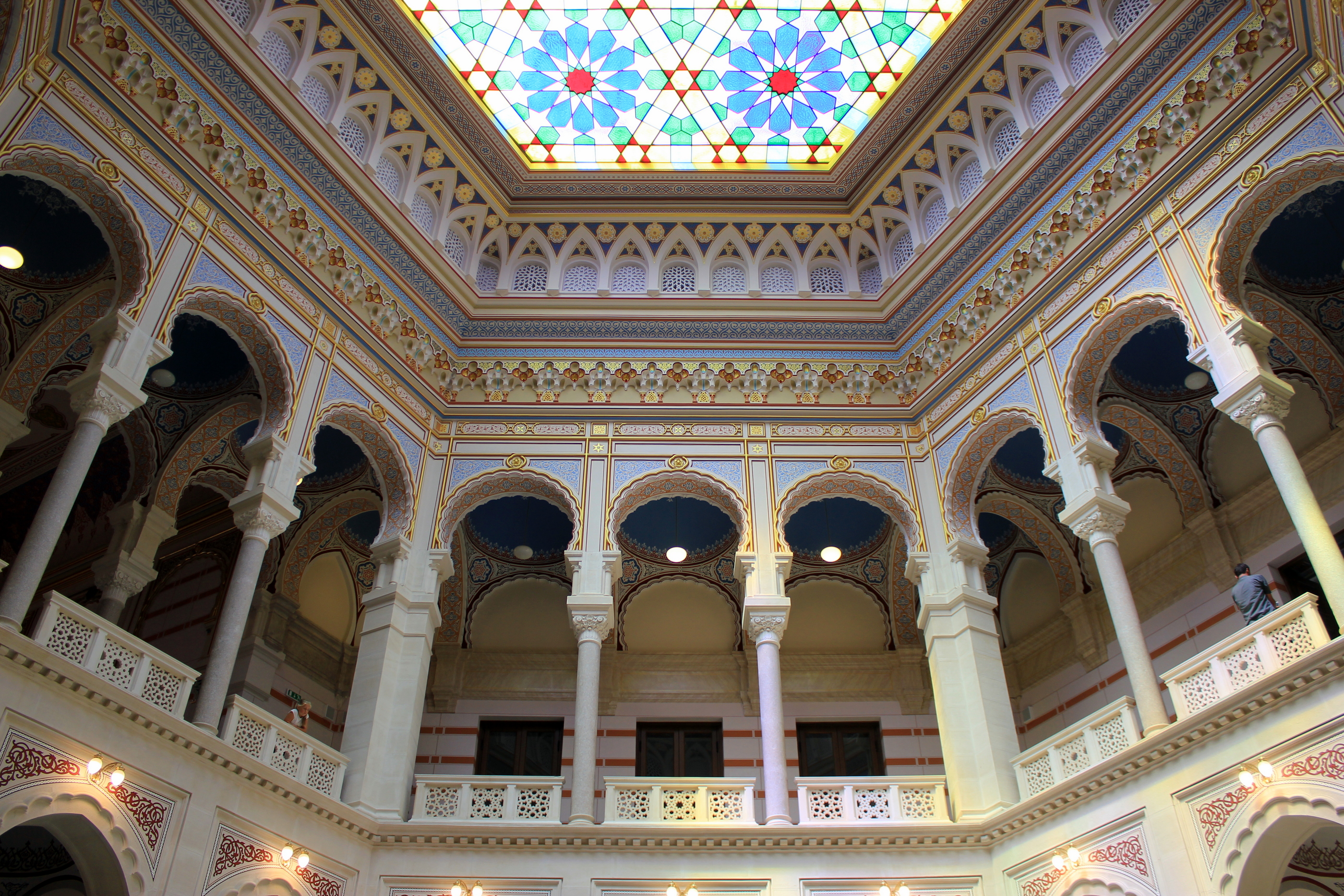
Wnętrze (2015)

Obiekt zaprojektował Alexander Wittek – austriacki architekt i mistrz szachowy w 1892, a następnie przebudował Ćiril Iveković w formach neomauretańskich. W 1895 nastąpiło uroczyste otwarcie budynku. Po II wojnie światowej mieściła się tutaj Biblioteka Narodowa, która została zbombardowana w 1992. Spłonęło wtedy 90% ksiąg i manuskryptów. Ratusz stanowi jeden z symboli architektonicznych Sarajewa. Z ratuszem wiąże się historia Przekornego domu.